# ۱۱۰۳ (خورشیدی)
۱۱۰۳ هزار و صد و سومین سال هجری خورشیدی است.